# Endographis acrochlora
Endographis acrochlora là một loài bướm đêm trong họ Crambidae.